# زكريا منصوري
زكريا المنصوري (ولد في 1 نوفمبر 1995) هو لاعب كرة قدم جزائري يلعب في نادي النادي الأهلي (بنغازي) في الدوري الليبي الممتاز

## مع النادي
في كانون الثاني / يناير 2017، وقع المنصوري عقدا لمدة 18 شهرا مع نادي مولودية الجزائر، وانضم لصفوف النادي الأهلي (بنغازي) في يناير عام 2023.

## وصلات خارجية
- زكريا منصوري على موقع قاعدة بيانات كرة القدم.إي يو (الإنجليزية)
- زكريا منصوري على موقع Soccerway.com (الإنجليزية)

(بالفرنسية)